# ミスター・タンブリン・マン (バーズのアルバム)
『ミスター・タンブリン・マン』（英：Mr. Tambourine Man）は、同名の楽曲をカバーしたアメリカのロックバンド「ザ・バーズ」による初のスタジオ・アルバムである。

## 概要
1965年6月21日にコロムビア・レコードから発売された。本作は、ジム・マッギンのリッケンバッカー12弦ギターによるバーズ特有のサウンドと、バンドの複雑なハーモニーが特徴である。アルバムの素材は、主にボブ・ディランが作曲したフォーク・ソングのカバー曲と、メンバーのジーン・クラークが書いた、または共作した自作曲で構成されている。ディランが書いた同名のシングルと同時に「ミスター・タンブリン・マン」はバンドを国際的に成功したミュージシャンとして確立し、ビートルズに代表されるブリティッシュ・インヴェイジョンと呼ばれるバンドのチャート支配に対する最初の効果的なアメリカの挑戦を代表するものとして批評家から広く認められている。
本作はビルボード・トップLPチャートで6位に達し、英国では7位に達した。どちらのチャートでも、バンドで最も成功したアルバムである。シングル「ミスター・タンブリン・マン」は1965年4月にアルバムに先立って発売され、ビルボード・ホット100とUKシングル・チャートで1位になった。2枚目のシングル「オール・アイ・リアリー・ウォント・トゥ・ドゥ」もディランのカバーであり、アメリカでも一定の成功を収めたが、イギリスではトップ10に到達した。
1965年1月20日、バンドはハリウッドのコロムビア・レコーディング・スタジオに入り、当時未発表だったボブ・ディランの曲「ミスター・タンブリン・マン」をデビュー・シングルとして録音した。 バンドが技術的に成熟していないと考えた音楽プロデューサーのテリー・メルチャーは、ロサンゼルスのセッション・ミュージシャンたちを招聘し、シングル曲の演奏を代行させた。その結果、マッギンは「ミスター・タンブリン・マン」とクラークが書いたB面の「アイ・ニュー・アイド・ウォント・ユー」で演奏した唯一のメンバーとなった。このシングルは1965年4月に発売されてすぐにヒットし、米国ビルボード・ホット 100チャートと英国シングル・チャートの両方で1位になった。さらに、バーズとメルチャーが「ミスター・タンブリン・マン」に与えたエレクトリック・ロック・バンドの扱いは、フォーク・ロックの確立に大きく貢献した。
バンドの演奏能力はデビュー・シングルの録音後に改善されたが、コロムビアとバンドの経営陣の両方が、デビュー・アルバム全体がセッション・ミュージシャンにより録音されると想定していた。しかしメンバーは、アルバムに自らの演奏を録音するよう強く主張した。アルバムの制作が始まるまでに、メルチャーは、グループが充分なクオリティーのバッキングを制作できるようにサウンドを磨き上げたことに満足し、バーズはアルバムの残りの部分をスタジオ・ミュージシャンで無く、自分達で録音することを許可した。しかし、本作については、すべての演奏がスタジオ・ミュージシャンによって行われたという噂が根強く広まっている（これは、「ミスター・タンブリン・マン」のシングルとアルバムとの混同によるものと思われる）。クリス・ヒルマンはインタビューで、セッション・ミュージシャンをフィーチャーした2つのトラック ("Mr. Tambourine Man"と"I Knew I'd Want You") のより洗練されたサウンドと、アルバムの残りの部分のサウンドとのコントラストが非常に顕著であると述べている。録音は1965年4月22日に完了した。

## トラックリスト
CDライナー・ノーツおよびSo You Want To Be A Rock 'n' Roll Star: The Byrds Day-By-Day (1965-1973)からの適応。トラック番号は、アルバムのCDおよびデジタル・リリースを示している。
| #         | タイトル                                 | 作詞・作曲                | 時間  |
| --------- | ---------------------------------------- | ------------------------- | ----- |
| 1.        | 「ミスター・タンブリン・マン」           | Bob Dylan                 | 2:29  |
| 2.        | 「すっきりしたぜ」                       | Gene Clark                | 2:32  |
| 3.        | 「スパニッシュ・ハーレム・インシデント」 | Bob Dylan                 | 1:57  |
| 4.        | 「もう泣かないで」                       | Gene Clark, Jim McGuinn   | 2:08  |
| 5.        | 「もう君はいない」                       | Gene Clark                | 2:36  |
| 6.        | 「リムニーのベル」                       | Idris Davies, Pete Seeger | 3:30  |
| 合計時間: | 合計時間:                                | 合計時間:                 | 15:12 |

| #         | タイトル                             | 作詞・作曲                  | 時間  |
| --------- | ------------------------------------ | --------------------------- | ----- |
| 1.        | 「オール・アイ・リアリー・ウォント」 | Bob Dylan                   | 2:04  |
| 2.        | 「君はボクのもの」                   | Gene Clark                  | 2:14  |
| 3.        | 「イッツ・ノー・ユース」             | Gene Clark, Jim McGuinn     | 2:23  |
| 4.        | 「自信をもって」                     | Jackie DeShannon            | 2:54  |
| 5.        | 「自由の鐘」                         | Bob Dylan                   | 3:51  |
| 6.        | 「また会いましょう」                 | Ross Parker, Hughie Charles | 2:07  |
| 合計時間: | 合計時間:                            | 合計時間:                   | 15:33 |

- Sides one and two were combined as tracks 1–12 on CD reissues.

| #   | タイトル                                                 | 作詞・作曲                            | 時間 |
| --- | -------------------------------------------------------- | ------------------------------------- | ---- |
| 13. | 「シー･ハズ･ア･ウェイ」                                  | Gene Clark                            | 2:25 |
| 14. | 「すっきりしたぜ」(オルタネイト・ヴァージョン)           | Gene Clark                            | 2:28 |
| 15. | 「イッツ･ノー･ユース」(オルタネイト・ヴァージョン)       | Jene Clark, Jim McGuinn               | 2:24 |
| 16. | 「もう泣かないで」(オルタネイト・ヴァージョン)           | Jene Clark, Jim McGuinn               | 2:07 |
| 17. | 「オール･アイ･リアリー･ウォント」(シングル･ヴァージョン) | Bob Dylan                             | 2:02 |
| 18. | 「君とボク」(インストゥルメンタル)                       | Gene Clark, Jim McGuinn, David Crosby | 2:11 |

## レコーディング・メンバー
バーズ
- ジム・マッギン - リードギター、ボーカル
- ジーン・クラーク - リズムギター、タンバリン、ボーカル
- デヴィッド・クロスビー - リズムギター、ボーカル
- クリス・ヒルマン - エレクトリックベース
- マイケル・クラーク - ドラムス

サポート・ミュージシャン
- ジェリー・コール – リズム・ギター(tracks 1, 8)
- ラリー・ネクテル – エレクトリック・ベース(tracks 1, 8)
- レオン・ラッセル – エレクトリック・ピアノ(tracks 1, 8)
- ハル・ブレイン – ドラム(tracks 1, 8)

## リリース履歴
| 日付          | ラベル                                              | フォーマット          | 国         | カタログ    | ノート |
| ------------- | --------------------------------------------------- | --------------------- | ---------- | ----------- | --- |
| 1965年6月21日 | コロムビア・レコード                                | LP                    | アメリカ   | CL 2372     | オリジナル・モノ・リリース。                                                                                       |
| 1965年6月21日 | コロムビア・レコード                                | LP                    | アメリカ   | CS 9172     | オリジナル・ステレオ・リリース。                                                                                   |
| 1965年8月20日 | CBS                                                 | LP                    | イギリス   | BPG 62571   | オリジナル・モノ・リリース。                                                                                       |
| 1965年8月20日 | CBS                                                 | LP                    | イギリス   | SBPG 62571  | オリジナル・ステレオ・リリース。                                                                                   |
| 1970年        | コロムビア・レコード                                | LP                    | アメリカ   | 465566 1    | |
| 1974年        | Embassy                                             | LP                    | イギリス   | EMB 31057   | |
| 1974年        | CBS / Embassy                                       | LP                    | イギリス   | S 31503     | |
| 1975年        | CBS                                                 | LP                    | イギリス   | S 33645     | 2ndアルバムとのダブル・アルバム・ステレオ・リイシュー                                                              |
| 1987年        | コロムビア・レコード                                | CD                    | アメリカ   | CK9172      | オリジナルCD発売。                                                                                                 |
| 1989年        | CBS                                                 | CD                    | ヨーロッパ | 465566 2    | |
| 1993年        | コロムビア・レコード                                | CD                    | イギリス   | COL 468015  | |
| 1996年4月30日 | コロンビア / レガシー                               | CD                    | アメリカ   | CK 64845    | 部分的にリミックスされたステレオ・アルバムと6つのボーナス・トラック。                                              |
| 1996年5月6日  | コロンビア / レガシー                               | CD                    | イギリス   | COL 483705  | 部分的にリミックスされたステレオ・アルバムと6つのボーナス・トラック。                                              |
| 1999年        | Simply Vinyl                                        | LP                    | イギリス   | SVLP 0032   | 部分的にリミックスされたステレオ・アルバムの再発。                                                                 |
| 2003年        | ソニー                                              | CD                    | 日本       | MHCP 66     | ボーナス・トラック6曲と部分的にリミックスされたステレオ・アルバムをレプリカLPスリーブに収めた再発盤。              |
| 2004年        | ソニー / BMG                                        | CD                    | イギリス   | 4837055003  | 6つのボーナス・トラックと部分的にリミックスされたステレオ・アルバムを含むVinyl Classicsのリイシュー。              |
| 2006年2月7日  | コロンビア / モバイル・フィデリティ・サウンド・ラボ | SACD （ハイブリッド） | アメリカ   | UDSACD 2014 | モノ・アルバムとステレオ・ボーナス・トラックの再発売。                                                             |
| 2006年2月21日 | サンデイズ                                          | LP                    | アメリカ   | LP5197      | オリジナル・モノ・リリースの復刻版。                                                                               |
| 2009年2月10日 | ソニー / コロンビア                                 | CD                    | アメリカ   | 743323      | 『ロデオの恋人』CD2枚が再発売され、6つのボーナス・トラックと部分的にリミックスされたステレオ・アルバムが含まれる。 |

### nb
1. ↑  Roger McGuinn was born James Joseph McGuinn III and initially used the name Jim McGuinn in his professional music career. He changed his first name to Roger in 1967, during his involvement with Subud, an international spiritual movement.